# Арвидссон, Маргарета
Маргарета Арвидссон (швед. Margareta Arvidsson, род. 17 января 1945, Гётеборг, Швеция) — победительница конкурса Мисс Вселенная 1966. Она стала второй представительницей Швеции, победившей на этом конкурсе (после Хиллеви Ромбин).
Она также победила на конкурсе Мисс Фотогеничность.
После победы Маргарета продолжала модельную карьеру в Ford Modeling Agency и снялась в нескольких фильмах.
Она девять лет была замужем за ныне покойным бразильским фотографом Отто Ступакофф, от которого имеет двух детей.
В марте 1999 она была почётной гостьей на 50-летней годовщине конкурса Мисс Швеция.